# Рамзен (Рейнланд-Пфальц)
Рамзен (нім. Ramsen) — громада в Німеччині, розташована в землі Рейнланд-Пфальц. Входить до складу району Доннерсберг. Складова частина об'єднання громад Айзенберг.
Площа — 27,08 км2. Населення становить 1866 ос. (станом на 31 грудня 2020).

## Галерея

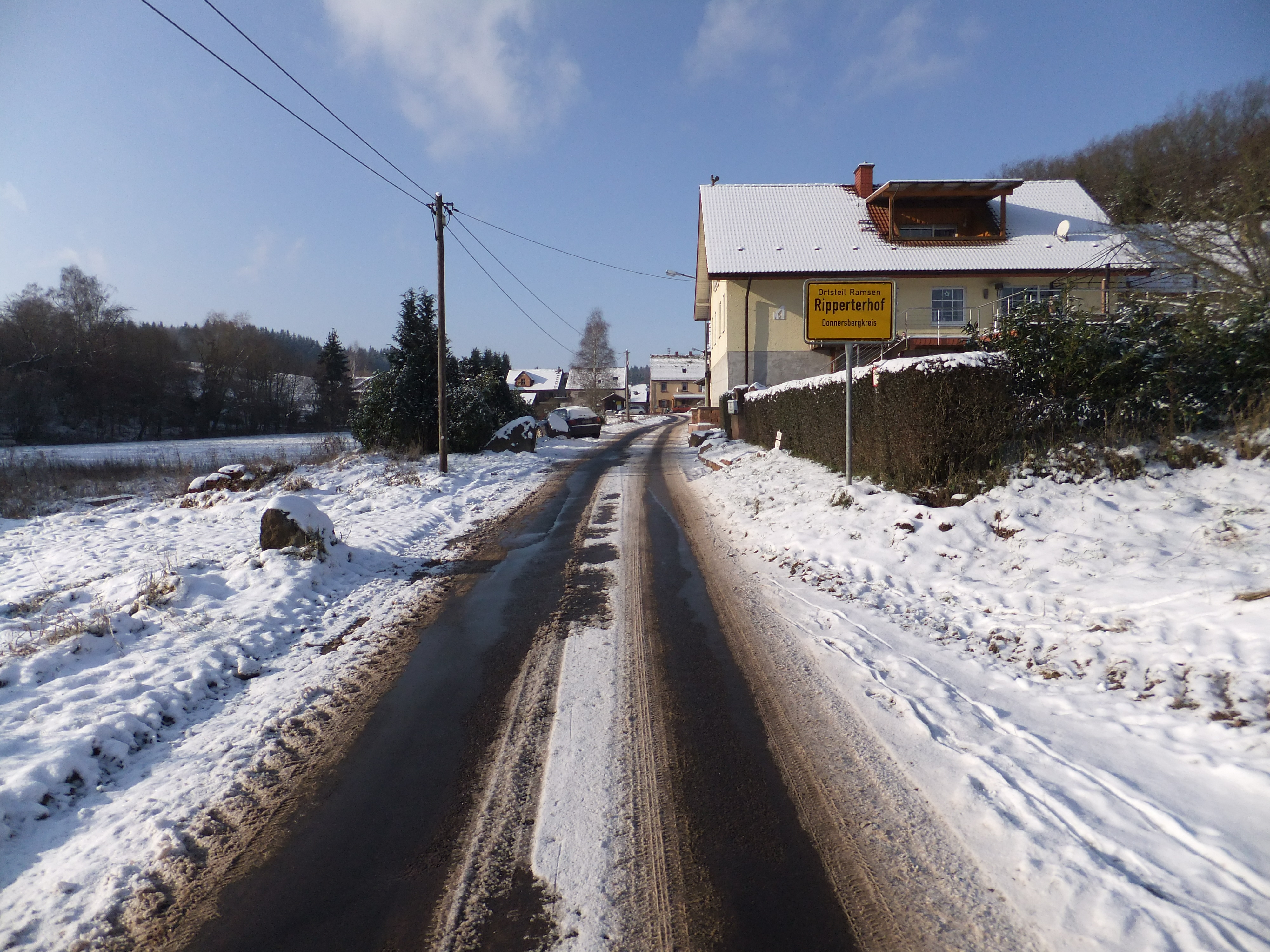
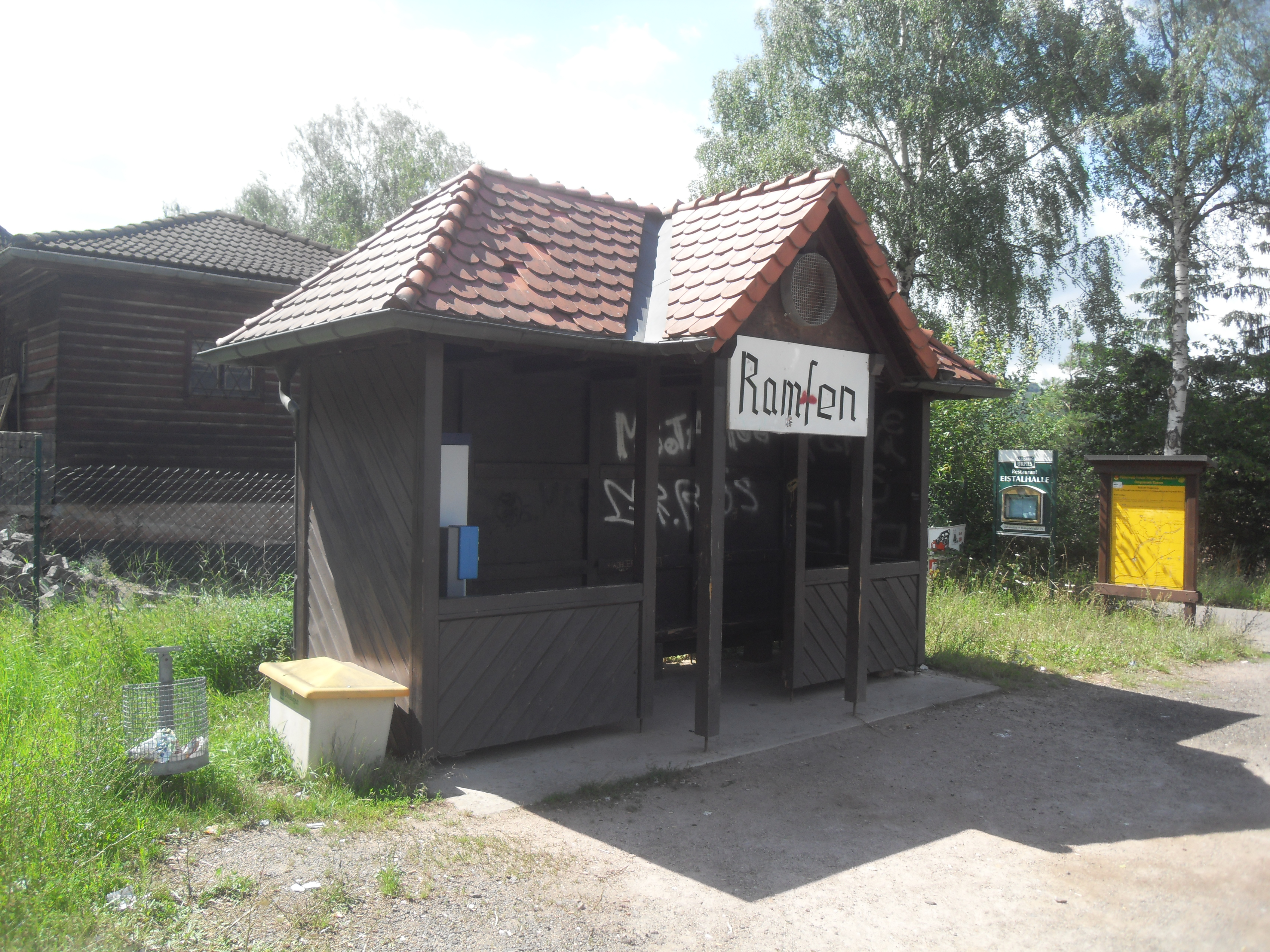
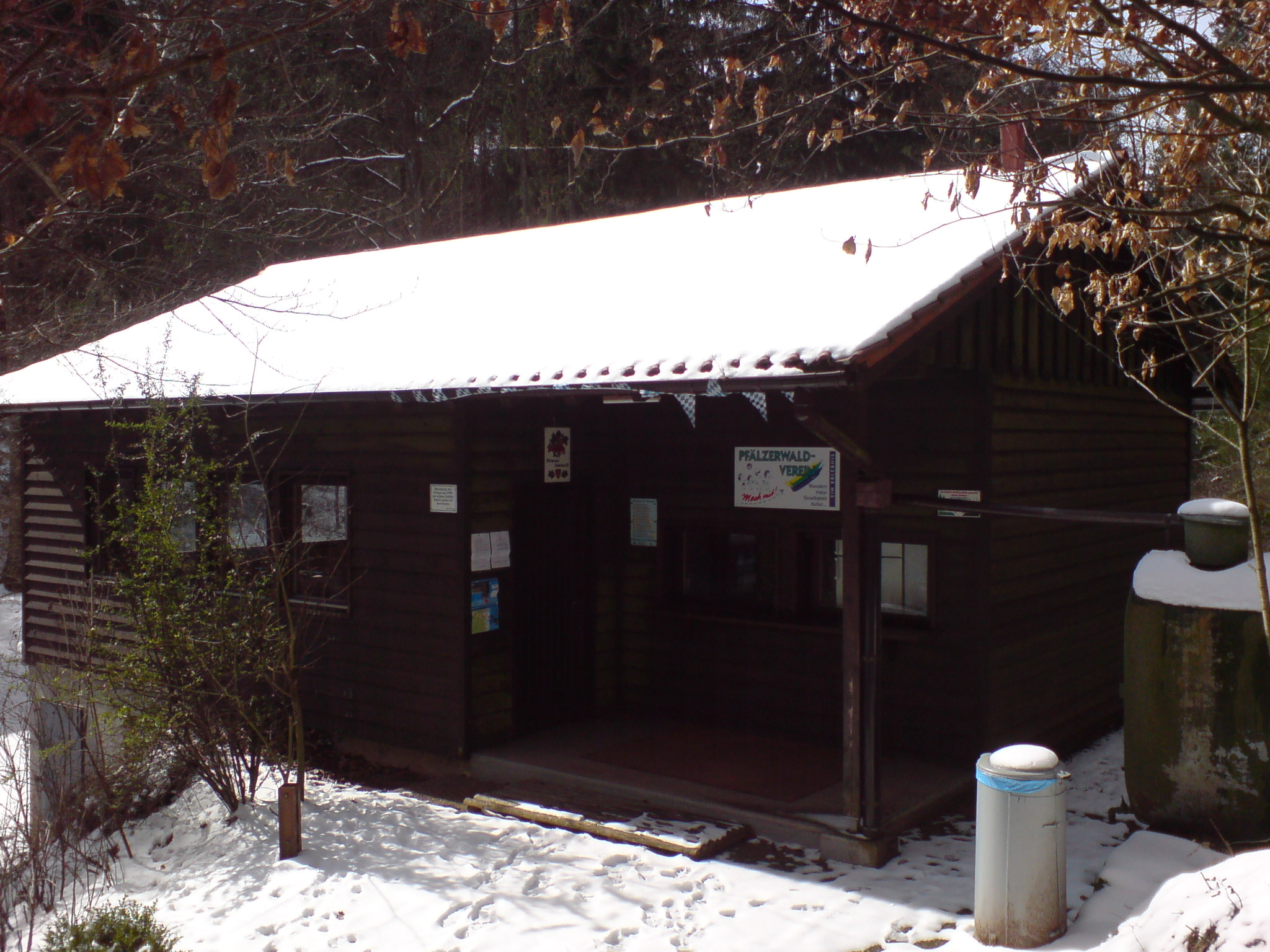